# KFCO Beerschot Wilrijk in het seizoen 2017/18
Dit artikel geeft een overzicht van KFCO Beerschot Wilrijk in het seizoen 2017/18.

## Spelerskern 2017/18
| Nr.           | Naam                  | Nationaliteit  | Competitie  | Competitie | Beker       | Beker      | Totaal      | Totaal     |
| ------------- | --------------------- | -------------- | ----------- | ---------- | ----------- | ---------- | ----------- | ---------- |
|               |                       |                | Wedstrijden | Doelpunten | Wedstrijden | Doelpunten | Wedstrijden | Doelpunten |
| Doelmannen    |                       |                |             |            |             |            |             |            |
| 1             | Rafael Romo           | Venezuela      | 30          | 0          | 2           | 0          | 32          | 0          |
| 25            | Quintijn Steelant     | België         | 0           | 0          | 0           | 0          | 0           | 0          |
| 30            | Jordi Nolle           | België         | 0           | 0          | 0           | 0          | 0           | 0          |
| Verdedigers   |                       |                |             |            |             |            |             |            |
| 2             | Jan Van den Bergh     | België         | 23          | 0          | 2           | 0          | 25          | 0          |
| 3             | Denis Prychynenko     | Duitsland      | 25          | 1          | 1           | 0          | 26          | 1          |
| 4             | Arjan Swinkels        | Nederland      | 28          | 1          | 2           | 1          | 30          | 2          |
| 5             | Joren Dom             | België         | 26          | 1          | 1           | 0          | 27          | 1          |
| 28            | Jimmy De Jonghe       | België         | 18          | 1          | 1           | 0          | 19          | 1          |
| 44            | Abdel Diarra          | Ivoorkust      | 5           | 0          | 1           | 0          | 6           | 0          |
| Middenvelders |                       |                |             |            |             |            |             |            |
| 7             | Tom Van Hyfte         | België         | 28          | 2          | 2           | 0          | 30          | 2          |
| 8             | Octavio Merlo Manteca | Brazilië       | 18          | 0          | 2           | 0          | 20          | 0          |
| 10            | Alexander Maes        | België         | 27          | 2          | 2           | 0          | 29          | 2          |
| 16            | Tom Pietermaat        | België         | 17          | 0          | 2           | 0          | 19          | 0          |
| 17            | Hernán Losada         | Argentinië     | 28          | 9          | 2           | 1          | 30          | 10         |
| 19            | Mohamed Messoudi      | België         | 19          | 6          | 2           | 0          | 21          | 6          |
| 20            | Collins Tanor         | Ghana          | 2           | 0          | 0           | 0          | 2           | 0          |
| 21            | Guillaume François    | België         | 22          | 4          | 1           | 0          | 23          | 4          |
| 32            | Jaric Schaessens      | België         | 7           | 0          | 0           | 0          | 7           | 0          |
| 35            | Karim Essikal         | België         | 8           | 0          | 0           | 0          | 8           | 0          |
| 43            | Charni Ekangamene     | België         | 3           | 0          | 0           | 0          | 3           | 0          |
| Aanvallers    |                       |                |             |            |             |            |             |            |
| 9             | Youssef Boulaouali    | Spanje         | 9           | 0          | 1           | 0          | 10          | 0          |
| 11            | Fessou Placca         | Togo           | 26          | 9          | 2           | 1          | 28          | 10         |
| 18            | Richard Kule M'Bombo  | Congo-Kinshasa | 8           | 2          | 0           | 0          | 8           | 2          |
| 22            | Rauno Sappinen        | Estland        | 1           | 0          | 0           | 0          | 1           | 0          |
| 27            | Erwin Hoffer          | Oostenrijk     | 21          | 5          | 1           | 0          | 22          | 5          |
| 31            | Jacques Zoua          | Kameroen       | 0           | 0          | 0           | 0          | 0           | 0          |
| 99            | Rubin Okotie          | Oostenrijk     | 3           | 0          | 0           | 0          | "           | 0          |

- = Aanvoerder

## Technische staf
| Naam             | Nationaliteit | Functie               |
| ---------------- | ------------- | --------------------- |
| Eric Roef        | België        | Voorzitter            |
| Frank Staes      | België        | Sportief manager      |
| Walter Claes     | België        | Clubsecretaris        |
| Danny Geerts     | België        | Persverantwoordelijke |
| Marc Brys        | België        | Hoofdtrainer          |
| Marc Noë         | België        | Assistent-trainer     |
| Issame Charai    | België        | Assistent-trainer     |
| Bart Van Lancker | België        | Fysiektrainer         |
| Bram Verbist     | België        | Keeperstrainer        |
| Benni Geerts     | België        | Beloftentrainer       |
| Seba Rodriguez   | België        | Materiaalman          |
| Joske Vanhout    | België        | Ere-materiaalman      |
| Filip Spans      | België        | Clubdokter            |

## Voorbereiding
|                                                                                                |                                                          |        | | |
| Zondag 2 juli 2017, 18:00 uur                                                                  | Nielse SV                                                | 0 - 14 | KFCO Beerschot Wilrijk | |
| Bart De Troetsel stadion, Niel                                                                 |                                                          |        | 5' Richard Kule M'Bombo 7' Fessou Placca 29' Richard Kule M'Bombo 32' Richard Kule M'Bombo 36' Tom Van Hyfte 42' Richard Kule M'Bombo 44' Tom Van Hyfte 56' Jimmy De Jonghe 70' El Maimouni 72' Spanoghe 75' Hernan Losada (pen.) 84' Luan 86' Luan 87' Hernan Losada | Opstelling KFCO Beerschot Wirlijk: Eerste helft: Steelant, François, Swinkels, Prychynenko, Ekangamene, Pietermaat, Van Hyfte, Octavio, Messoudi, Mbombo, Placca Tweede helft: Nolle, El Maimouni, Prychynenko, Van den Bergh, De Jonghe, Essikal, Schaessens, Maes, Losada, Spanoghe, Luan Wissels KFCO Beerschot Wilrijk: 75' Prychynenko Robertson |
|                                                                                                |                                                          |        | | |
| Donderdag 6 juli 2017, 19:30 uur                                                               | KFCE Zoersel                                             | 0 - 7  | KFCO Beerschot Wilrijk | |
| Jef Mertensstadion, Zoersel                                                                    |                                                          |        | 10' Fessou Placca 13' Fessou Placca 43' Fessou Placca 51' Spanoghe 55' Arjan Swinkels 70' Fessou Placca 80' Youssef Boulaouali | Opstelling KFCO Beerschot Wirlijk: Eerste helft: Steelant, François, Prychynenko, Van den Bergh, De Jonghe, Pietermaat, Schaessens, Losada, Maes, Mbombo, Placca Tweede helft:Nolle, Ekangamene, Prychynenko, Swinkels, Essikal, Van Hyfte, Messoudi, Spanoghe, Maes, El Maomouni, Placca Wissels KFCO Beerschot Wilrijk: 68' Maes Boulaouali         |
|                                                                                                |                                                          |        | | |
| Zaterdag 15 juli 2017, 19:00 uur                                                               | Sint-Truidense VV                                        | 2 - 0  | KFCO Beerschot Wilrijk | |
| Gemeentelijk Sportpark & Penarol Site, Tessenderlo Toeschouwers: 1.500 Scheidsrechter: Wouters | Babacar Guèye 39' Babacar Guèye 45'                      |        | Essikal Ekangamene | Opstelling KFCO Beerschot Wirlijk: Romo, François, Prychynenko, Diarra, De Jonghe, Pietermaat, Essikal, Messoudi , Losada, Placca, Mbombo Wissels KFCO Beerschot Wilrijk: 46' De Jonghe Dom 46' Pietermaat Schaessens 46' Mbombo Boulaouali 56' Losada Maes 63' Essikal Van Hyfte 73' François Ekangamene 85' Placca Pietermaat 87' Messoudi Spanoghe |
|                                                                                                |                                                          |        | | |
| Woensdag 19 juli 2017, 19:30 uur                                                               | KFCO Beerschot Wilrijk                                   | 1 - 1  | KFC Oosterzonen Oosterwijk | |
| Universiteitsplein, Wilrijk Toeschouwers: 1.200                                                | Fessou Placca 89'                                        |        | 88' Mortaziq | Opstelling KFCO Beerschot Wirlijk: Steelant, Dom, Diarra, Prychynenko, Ekangamene, Van den Bergh, Van Hyfte, Schaessens, Maes, Losada, Placca Wissels KFCO Beerschot Wilrijk: 46' Dom François 46' Ekangamene De Jonghe 46' Schaessens Pietermaat 46' Losada Messoudi 70' Van den Bergh Essikal 70' Maes Boulaouali                                   |
|                                                                                                |                                                          |        | | |
| Zaterdag 22 juli 2017, 16:30 uur Memorial Marc Steenackers                                     | KFCO Beerschot Wilrijk                                   | 2 - 3  | KAA Gent | |
| Olympisch Stadion, Antwerpen Toeschouwers: 3.500 Scheidsrechter: Deckers                       | Fessou Placca 63' Stefan Mitrović (own.) 65'             |        | 20' Yuya Kubo 32' Samuel Gigot 50' Mamadou Sylla Diallo 70' Moses Simon | Opstelling KFCO Beerschot Wirlijk: Romo, Diarra, Swinkels, Van den Bergh, De Jonghe, Pietermaat, Van Hyfte, Messoudi, Losada, Maes, Placca Wissels KFCO Beerschot Wilrijk: 46' Van hyfte Dom 57' Losada Mbombo 67' Diarra Prychynenko 85' Maes Schaessens                                                                                             |
|                                                                                                |                                                          |        | | |
| Woensdag 26 juli 2017, 19:30 uur                                                               | KFCO Beerschot Wilrijk                                   | 3 - 2  | Knokke FC | |
| Olympisch Stadion, Antwerpen Toeschouwers: 1.000 Scheidsrechter: Verstraete                    | Alexander Maes 8' Mbombo 81' Mbombo 85'                  |        | 61' Neil Dildick 79' Sven De Rechter | Opstelling KFCO Beerschot Wirlijk: Nolle, François, Prychynenko, Essikal, Dom, Van Hyfte, Van den Bergh, Ekangamene, Schaessens, Maes, Mbombo Wissels KFCO Beerschot Wilrijk: 46' François De Jonghe 46' Ekangamene Diarra 65' Essikal Swinkels 73' Van Hyfte Messoudi 78' Diarra El Maimouni                                                         |
|                                                                                                |                                                          |        | | |
| Zaterdag 29 juli 2017, 18:00 uur                                                               | KFCO Beerschot Wilrijk                                   | 3 - 2  | Jong Ajax | |
| Stadion De Visputten, Hoboken Toeschouwers: 1.200                                              | Jaric Schaessens 59' Fessou Placca 73' Fessou Placca 89' |        | 53' Robert Muric 83' Zian Flemming | Opstelling KFCO Beerschot Wirlijk: Romo, Dom, Swinkels, Van den Bergh, De Jonghe, Van Hyfte, Maes, Messoudi, Losada, Placca, Mbombo Wissels KFCO Beerschot Wilrijk: 46' Messoudi Schaessens 54' Dom François 89' Van Hyfte Essikal |

## Eerste klasse B

### Periode 1

#### Wedstrijden
| |                                                                                               |       | | |
| Vrijdag 4 augustus 2017, 20:30 uur                                                                                       | KFCO Beerschot Wilrijk                                                                        | 3 - 0 | Royale Union Saint-Gilloise | |
| Olympisch Stadion, Antwerpen Toeschouwers: 7.281 Scheidsrechter: D'hondt Speeldag 1 Eerste klasse B 2017-18              | Tom Van Hyfte 29' Fessou Placca 45' Guillaume François 59'                                    |       | 6' Jordan Massengo 83' Kevin Kis 86' Gertjan Martens                                                                                           | Opstelling KFCO Beerschot Wirlijk: Romo, Dom, Swinkels, Van den Bergh, De Jonghe, Pietermaat, Van Hyfte, François, Losada, Maes, Placca Wissels KFCO Beerschot Wilrijk: 71' Tom Van Hyfte Octavio Merlo Manteca 77' Guillaume François Karim Essikal 89' Hernán Losada Youssef Boulaouali |
| |                                                                                               |       | | |
| Zondag 13 augustus 2017, 16:00 uur                                                                                       | Lierse SK                                                                                     | 2 - 2 | KFCO Beerschot Wilrijk | |
| Herman Vanderpoortenstadion (Het Lisp), Lier Toeschouwers: 6.408 Scheidsrechter: Smet Speeldag 2 Eerste klasse B 2017-18 | Pierre Bourdin 45' Andrei Camargo 64' Aurélien Joachim 79' Othman Boussaid 79' Nico Binst 88' |       | 8' Alexander Maes 29' Hernan Losada 42' Hernan Losada 45' Mohames Messoudi 45' Joren Dom 62' Jan Van den Bergh 78' Jaric Schaessens            | Opstelling KFCO Beerschot Wirlijk: Romo, Dom, Swinkels, Van den Bergh, De Jonghe, Pietermaat, Van Hyfte, Messoudi, Losada, Maes, Placca Wissels KFCO Beerschot Wilrijk: 66' Mohamed Messoudi Jaris Schaessens 85' Tom Van Hyfte Karim Essikal                                             |
| |                                                                                               |       | | |
| Zondag 20 augustus 2017, 16:00 uur                                                                                       | KFCO Beerschot Wilrijk                                                                        | 1 - 0 | AFC Tubize | |
| Olympisch Stadion, Antwerpen Toeschouwers: 7.138 Scheidsrechter: Van Damme Speeldag 3 Eerste klasse B 2017-18            | Hernan Losada 37'                                                                             |       | | Opstelling KFCO Beerschot Wirlijk: Romo, Dom, Swinkels, Van den Bergh, De Jonghe, Pietermaat, Van Hyfte, Messoudi, Losada, Maes, Placca Wissels KFCO Beerschot Wilrijk: 74' Mohamed Messoudi Jaris Schaessens 85' Hernan Losada Octavio Merlo Manteca 90' Fessou Placca Denis Prychynenko |
| |                                                                                               |       | | |
| Vrijdag 1 september 2017, 20:30 uur                                                                                      | KSV Roeselare                                                                                 | 0 - 4 | KFCO Beerschot Wilrijk | |
| Schiervelde, Roeselare Toeschouwers: 3.469 Scheidsrechter: D'Hondt Speeldag 4 Eerste klasse B 2017-18                    | Kjetil Borry 62'                                                                              |       | 6' Mohamed Messoudi 31' Dennis Prychynenko 50' Abdel Diarra 63' Hernan Losada (pen.) 65' Tom Pietermaat 79' Mohamed Messoudi 81' Hernan Losada | Opstelling KFCO Beerschot Wirlijk: Romo, Dom, Prychynenko, Diarra, Van den Bergh, Pietermaat, Van Hyfte, Messoudi, Maes, Loasada, Placca Wissels KFCO Beerschot Wilrijk: 88' Fessou Placca Youssef Boulaouali 90' Mohamed Messoudi Octavio Merlo Manteca                                  |
| |                                                                                               |       | | |
| Zondag 10 september 2017, 16:00 uur                                                                                      | Cercle Brugge                                                                                 | 0 - 1 | KFCO Beerschot Wilrijk | |
| Jan Breydelstadion, Brugge Toeschouwers: 5.900 Scheidsrechter: Wouters Speeldag 5 Eerste klasse B 2017-18                | Johanna Omolo 90'                                                                             |       | 18' Jan Van Den Bergh 60' Mohamed Messoudi 61' Mohamed Messoudi 63' Hernan Losada                                                              | Opstelling KFCO Beerschot Wirlijk: Romo, Dom, Diarra, Swinkels, Van den Bergh, Pietermaat, Van Hyfte, Messoudi, Maes, Losada, Placca Wissels KFCO Beerschot Wilrijk: 90+2' Hernan Losada Octavio Merlo Manteca 90+4' Mohamed Messoudi Karim Essikal                                       |
| |                                                                                               |       | | |
| Zaterdag 16 september 2017, 17:00 uur                                                                                    | KFCO Beerschot Wilrijk                                                                        | 2 - 2 | KVC Westerlo | |
| Olympisch Stadion, Antwerpen Toeschouwers: 6.925 Scheidsrechter: Vermeire Speeldag 6 Eerste klasse B 2017-18             | Abdel Diarra 39' Fessou Placca 72' Abdel Diarra 80' Erwin Hoffer 85' Tom Pietermaat 90'       |       | 17' Maxime Annys 43' Kostas Rougkalas 66' Jens Naessens 90+2' Christian Osaguona                                                               | Opstelling KFCO Beerschot Wirlijk: Romo, Maes, Diarra, Swinkels, Van den Bergh, Pietermaat, Van Hyfte, Messoudi, Boulaouali, Losada, Placca Wissels KFCO Beerschot Wilrijk: 59' Youssef Boulaouali Octavio Merlo Manteca 81' Mohamed Messoudi Erwin Hoffer                                |

## Beker van België
| |                                                                                    |       |                                                                          | |
| Zaterdag 26 augustus 2017, 20:00 uur                                                                                                | KFC Oosterzonen Oosterwijk                                                         | 2 - 3 | KFCO Beerschot Wilrijk                                                   | |
| Stadion KFC Oosterzonen Oosterwijk, Westerlo Toeschouwers: 1.200 Scheidsrechter: Claes 5e ronde Beker van België 2017-18/Voorrondes | Joren Dom (own.) 11' Redouan Benhamou 41' Wout Bastiaens 70' Jarno Molenberghs 85' |       | 28' Tom Van Hyfte 48' Arjan Swinkels 68' Fessou Placca 80' Hernan Losada | Opstelling KFCO Beerschot Wirlijk: Romo, Dom, Swinkels, Van den Bergh, De Jonghe, Pietermaat, Van Hyfte, Messoudi, Maes, Losada, Placca Wissels KFCO Beerschot Wilrijk: 55' Jimmy De Jonghe Youssef Boulaouali 88' Mohamed Messoudi Octavio Merlo Manteca                                      |
| |                                                                                    |       |                                                                          | |
| Woensdag 20 september 2017, 20:30 uur                                                                                               | Sporting Lokeren                                                                   | 2 - 0 | KFCO Beerschot Wilrijk                                                   | |
| Daknamstadion, Lokeren Toeschouwers: 3.620 Scheidsrechter: Van Driessche 1/16 finales Beker van België 2017-18                      | Steve De Ridder 14' Steve De Ridder 61' Marko Miric 66' Davino Verhulst 83'        |       | 37' Dennis Prychynenko 87' Tom Pietermaat                                | Opstelling KFCO Beerschot Wirlijk: Romo, Prychynenko, Swinkels, Diarra, Van den Bergh, Pietermaat, Van Hyfte, Octavio, Maes, Losada, Placca Wissels KFCO Beerschot Wilrijk: 15' Octavio Merlo Manteca Mohamed Messoudi 62' Abdel Diarra Jimmy Hoffer 79' Dennis Prychynenko Guillaume François |